# Башня CITIC
Башня CITIC (англ. CITIC Plaza — здание Международной Китайской Торгово-инвестиционной Компании, CITIC) — 80-этажный небоскрёб, расположенный в городе Гуанчжоу, Китай. Высота здания, включая два шпиля, похожих на антенны, составляет 391 м. К моменту завершения строительства (1997) оно являлось самым высоким зданием в мире после зданий Нью-Йорка и Чикаго, а также самым высоким зданием в Китае и Азии (на протяжении одного года). По состоянию на август 2015 года Башня CITIC является 18-м по высоте зданием Азии и 24-м по высоте в мире.
Башня CITIC расположена в районе Тяньхэ и является частью комплекса с аналогичным названием, где также расположены два 38-этажных жилых здания. Вблизи от башни CITIC расположено новое здание вокзала и новая станция метро, а также Спортивный Центр Тяньхэ, где проводились шестые национальные игры.